# Suma alícuota
En teoría de números, la suma alícuota s(n) de un número natural n es la suma de todos los divisores propios de n, es decir, todos divisores de n distintos del propio n.
Esto es
{\displaystyle s(n)=\sum \nolimits _{d|n,\ d\neq n}d.}
Se puede utilizar para caracterizar números primos, números perfectos, números defectivos, números abundantes y números intocables, así como para definir el sucesión alícuota de un número.

## Ejemplos
Por ejemplo, los divisores propios de 12 (es decir, los divisores positivos de 12 que no son iguales a 12) son 1, 2, 3, 4 y 6, por lo que la suma alícuota de 12 es 16, es decir, (1 + 2 + 3 + 4 + 6).
Los valores de s(n) para n = 1, 2, 3, ... son:
0, 1, 1, 3, 1, 6, 1, 7, 4, 8, 1, 16, 1, 10, 9, 15, 1, 21, 1, 22, 11, 14, 1, 36, 6 , 16, 13, 28, 1, 42, 1, 31, 15, 20, 13, 55, 1, 22, 17, 50, 1, 54, 1, 40, 33, 26, 1, 76, 8, 43 , ... (sucesión A001065 en OEIS)

## Caracterización de clases de números
La función suma alícuota se puede utilizar para caracterizar varias clases notables de números:
- 1 es el único número cuya suma alícuota es 0. Un número es primo si y solo si su suma alícuota es 1. [1]
- Las sumas alícuotas de los números perfectos, deficientes y abundantes son iguales, menores que o mayores que el número en sí, respectivamente. [1] Los números cuasiperfectos (si tales números existen) son los números n cuyas sumas alícuotas toman el valor n + 1. Los números casi perfectos (que incluyen las potencias de 2, siendo los únicos números conocidos hasta el momento) son los números n cuyas sumas alícuotas toman el valor n − 1.
- Los números intocables son aquellos que no son la suma alícuota de ningún otro número. Su estudio se remonta al menos a Abu Mansur al-Baghdadi (hacia el año 1000), quien observó que tanto el 2 como el 5 son intocables. [1][2] Paul Erdős demostró que su número es infinito. [3] La conjetura de que 5 es el único número impar intocable sigue sin demostrarse, pero se derivaría de una forma de la conjetura de Goldbach junto con la observación de que, para un número semiprimo pq, la suma alícuota es p + q + 1. [1]

Los matemáticos Pollack y Pomerance (2016) señalaron que uno de los "temas de investigación favoritos" de Erdős era la función suma alícuota.

## Iteración
La iteración de la función suma alícuota produce sucesiones alícuotas n, s(n), s(s(n)), ... de un entero no negativo n (en esta secuencia, se define s(0) = 0). Se desconoce si estas secuencias siempre terminan con un número primo, un número perfecto o una secuencia periódica de números sociables.